# Jean-Pierre Vande Velde
Jean-Pierre Vande Velde (10 september 1955) is een Belgische voetbaltrainer en voormalig voetballer. Zijn grootste succes als trainer boekte hij tussen 2005 en 2007 bij FCV Dender EH. Tijdens deze periode bracht hij de club in twee seizoenen van de Derde Klasse naar de Eerste Klasse van het Belgische voetbal. Ten gevolge van tegenvallende resultaten in het seizoen 2007-2008 werd hij bij Dender echter vervangen door Johan Boskamp.
Via enkele omwegen langs FCN Sint-Niklaas en KV Oostende kwam Vande Velde in maart 2009 uiteindelijk opnieuw terecht OH Leuven, waar hij eerder al aan de slag was van 1999 tot 2004.
In november 2010 werd hij aangesteld als trainer van VW Hamme. Daar bleef hij tot juni 2012.
Tijdens de zomer van 2012 werd hij opnieuw trainer van FCV Dender EH (hij was er eerder al trainer van 2005 tot 2007).
Op 13 juni 2013 werd hij aangesteld als trainer van Royale Union Saint-Gilloise. Daar werd hij in november 2013 ontslagen. In februari 2014 volgde hij Colin Andrews op als trainer bij KSV Temse. Sinds oktober 2014 is hij aan de slag bij derdeklasser Eendracht Zele.
In maart 2016 ging hij opnieuw aan de slag bij FCV Dender EH, waar hij het roer overnam van Thierry Pister, die na tegenvallende resultaten de laan werd uitgestuurd. Vande Velde won met FCV Dender EH de eindronde en bewerkstelligde op die manier de promotie naar de Eerste klasse amateurs. Zo was hij al aan zijn derde promotie toe met de club, nadat hij ze eerder van derde klasse richting eerste klasse loodste.